# PAL Perm Airlines
La PAL o Perm Airlines (ex-Perm Avia, ex-Aeroflot-Perm) (in russo: ПЕРМСКИЕ АВИАЛИНИИ гос. авиапредприятие) era una compagnia aerea russa con base tecnica all'Aeroporto di Perm'-Bol'šoe Savino, con sede a Perm' in Russia. La sua licenza di volo è stata revocata nel 2009

## Storia
L'aviazione civile a Perm' ufficialmente è arrivata nel 1940 con la creazione della 207-ma divisione dell'Aviazione. La storia della aviazione a Perm' ha le radici più profonde. Il 20 giugno 1911 il poeta ed il pilota Vasilij Kamenskij con un aereo Blériot XI ha effettuato il primo volo a Perm' decollando dall'ippodromo vicino alla Soldatskaja Sloboda ed ha effettuato i voli sorvolando il fiume Kama decollando dalla spiaggia sabbiosa. Il 12 agosto 1933 è stato creato Aeroclub di Perm'. Nel 1936 da Sverdlovsk (oggi Ekaterinburg) sono arrivati i primi Polikarpov Po-2. I primi voli di linea sono stati aperti da Perm' nel 1940 dall'aerodromo Gorodskie Gorki. Il 6 dicembre 1957 è stato aperto l'aeroporto di Bacharevka. Negli anni cinquanta la compagnia aerea contava 250 persone e 34 aerei. Il 15 febbraio l'Aeroporto di Perm'-Bol'šoe Savino è stato ufficialmente aperto. Il primo volo dall'aeroporto di Savino è stato il volo Sverdlovsk-Perm'-Mosca operato con un Ilyushin Il-18.

## Strategia
La PAL Perm Airlines disponeva di licenza per i voli domestici ed internazionali in tutti gli aeroporti del mondo (esclusi USA). Il principale hub della compagnia aerea russa era a Perm', nella regione russa di Prikam'e.

## Flotta

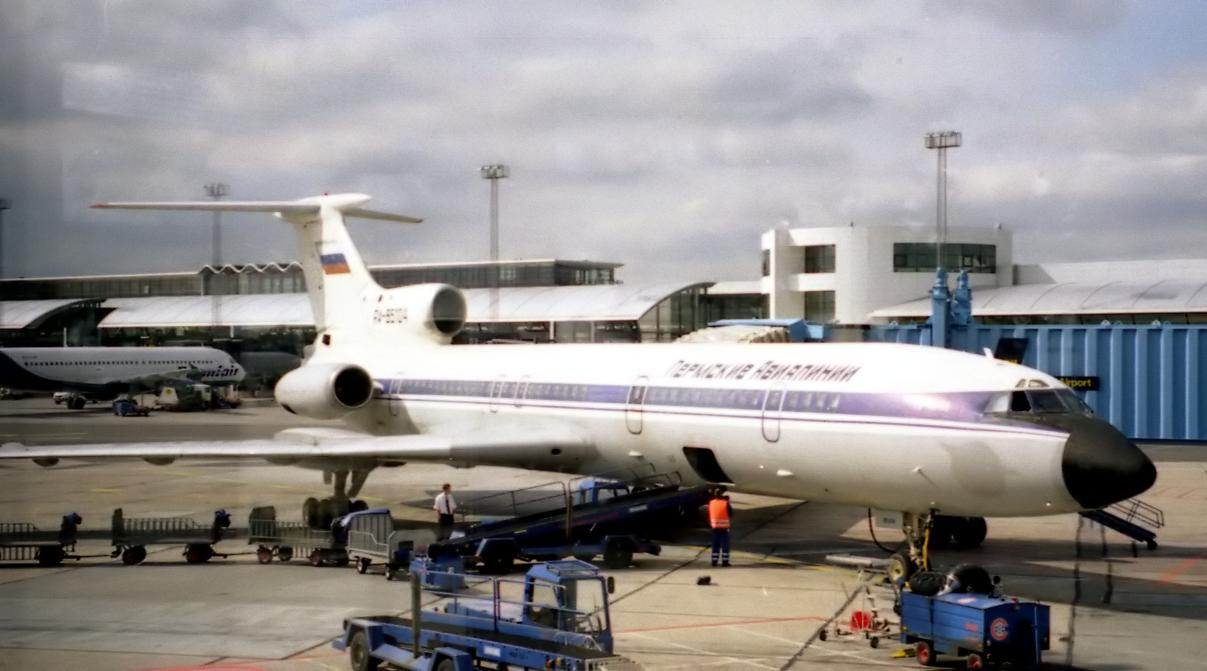
Tupolev Tu-154M nella vecchia livrea della PAL Perm Airlines

Aerei
- 2 Antonov An-2
- 1 Antonov An-24RV
- 2 Antonov An-26-100
- 4 Tupolev Tu-134A-3
- 1 Tupolev Tu-134A
- 2 Tupolev Tu-154B
- 2 Tupolev Tu-154B-2

Elicotteri
- 1 Mil Mi-2
- 3 Mil Mi-8T

## Flotta storica
- Blerio XI
- Polikarpov Po-2
- Ilyushin Il-18
- Tupolev Tu-204-100
- Tupolev Tu-154A